# 5،3،1-ثلاثي نترو البنزين
5،3،1-ثلاثي نترو البنزين هو إحدى مُشتقات البنزين-المُنترتة التي تُصنف على أنها شديدة الانفجار. تصنف من ضمن فئة متوسطة التفحير في شكلها السائل وأما في شكل المسحوق فهي تتخذ درجة عالية من التفجير. ارتفاع درجات الحرارة، سواءً عن طريق التدفئة المفاجئة من أي كمية، أو عن طريق تراكم الحرارة، سوف يسبب أيضاً انفجار. لذا توجب حفظها في مكان بارد التهوية.

## الاستخدامات والتطبيقات
يًستخدم في المقام الأول على أنها مادة تفجير للتعدين التجاري والاستخدام العسكري. وتشمل بعض الاستخدامات الأخرى كمؤشر لدرجة الحموضة، ويساعد لفلكنة المطاط الطبيعي، وغيرها من الاستخدامات.

## الاحتياطات الأمنية
من المستحسن أن يتجنب الناس التعامل مع المادة إذا كان ذلك ممكناً. وتجنب تنفس الغبار، والأبخرة من حرق أو رد فعل المواد. وارتداء القفازات الواقية الكيميائية المناسبة ونظارات واقية. لا تتعامل مع الحزم المكسورة ما لم ترتدي معدات الوقاية الشخصية المناسبة. اغسل أي مواد قد تكون قد اتصلت بالجسم مع كميات وفيرة من الماء أو الصابون والماء سويةً. لا تخزن بالقرب من المواد الكيميائية الأخرى (وخاصة المؤكسدات الأخرى) بالقرب من مصادر التدفئة، أو الأماكن التي قد تحدث تغيرات سريعة في درجة الحرارة. في حالة انسكاب المادة يتم تنقيعها فوراً بالماء وتنظيفها بعناية وبطء. في حالة اشتعالها؛ لا تحاول اخماد الحريق الناتج. واستعن بمراكز الإنقاذ والمراكز المختصة.

## المخاطر الصحية
أكثر طرق التعرض شيوعاً هي إما الاتصال المباشر مع المادة أو من خلال شرب المياه الملوثة. هذه المادة تسبب مشاكل صحية مثل تلك التي تسببها مادة التي إن تي. التعرض للتركيزات العالية يسبب فقر الدم، أو انخفاض قدرة الدم على حمل الأكسجين. ونتيجة لعدم وجود الأكسجين، يصبح الجلد عادة لونه أزرق أو أرجواني في اللون. وتشمل الأعراض الأخرى التعرض الصداع والغثيان والدوار. ولا تعرف الآثار الطويلة الأجل الناجمة عن التعرض لعدم إجراء دراسات طويلة الأجل للتأثيرات الصحية. ويعتقد أن التعرض على المدى الطويل سوف يسبب العقم (وخاصة في الذكور) وإعتام عدسة العين. ومن غير المعروف إذا كانت هذه المادة تًسبب العيوب الخلقية أو السرطان.